# Megan Keith
Megan Keith (23 de abril de 202) es una deportista británica que compite en atletismo, especialista en las carreras de fondo. Ganó una medalla de bronce en el Campeonato Europeo de Atletismo de 2024, en la prueba de 10 000 m.

## Palmarés internacional
| Campeonato Europeo | Campeonato Europeo | Campeonato Europeo | Campeonato Europeo |
| Año                | Lugar              | Medalla            | Prueba             |
| ------------------ | ------------------ | ------------------ | ------------------ |
| 2024               | Roma (Italia)      | Medalla de bronce  | 10 000 m           |